# Изкуството на измамата
Изкуството на измамата (на испански: Los artistas: primeros trazos) е мексикански комедийно-драматичен уеб сериал, създаден от Мария Дуеняс, режисиран от Хоакин Ямас, Ориол Ферер и Мануел Санабрия и продуциран от Даниел Гутман и Виктор Гарсия за ТелевисаУнивисион през 2023 г.
В главните роли са Макси Иглесиас и Химена Ромо.

## Сюжет
Яго, търговец на антики, и Ката, експерт по изкуство, решават да използват уменията и знанията си, за да измамят милионери, като им продават фалшиви произведения на изкуството, за да се измъкнат от ситуацията, в която се намират.

## Актьори
- Макси Иглесиас – Яго
- Химена Ромо – Ката
- Франсеск Гаридо – Оласабъл
- Рехина Павон – Веро
- Ана Мария Видал – Лела
- Маноло Каро – Лусио
- Лусия де ла Фуенте – Шейла Ванеса
- Сандра Гусман – Белхика
- Мигел Ерера – Алехандро
- Давид Лоренте – Франсиско
- Фран Беренгер – Сантос
- Карлос Сантос – Падрон
- Абел Фолк – Хуан Педро
- Сиро Миро – Молина
- Лаура Рамос – Марта Маргарита
- Мария Хосе Гоянес – Лола
- Нати Ортис – Кука

## Премиера
Премиерата на сериала е по стрийминг платформата на „ТелевисаУнивисион“ Vix на 7 юли 2023 г.

## Продукция
На 16 февруари 2022 г. сериалът е обявен като едно от заглавията за платформата на ТелевисаУнивисион Vix+. На 8 септември 2022 г. е съобщено, че Макси Иглесиас и Химена Ромо ще изпълняват главните роли в сериала. Записите започват на 12 септември 2022 г. в Мадрид, Испания, като други локации са Толедо, Марбеля и Маями, и приключват на 23 януари 2023 г. На 15 февруари 2023 г. ТелевисаУнивисион, чрез прессъобщение, пуска първия официален трейлър на сериала.

## В България
Премиерата на сериала в България е на 19 април 2025 г. по bTV Story, като последният епизод е излъчен на 3 май 2025 г. Ролите озвучават актьорите Яница Маслинкова, Ралица Стоянова, Петър Бонев, Чавдар Монов, Станислав Димитров. Преводач е Румяна Попова, тонрежисьор – Виктория Валентинова, а режисьор на дублажа е Добрин Добрев. Обработката е на студио „Медиа Линк“.